# Palazzo Papadopoli

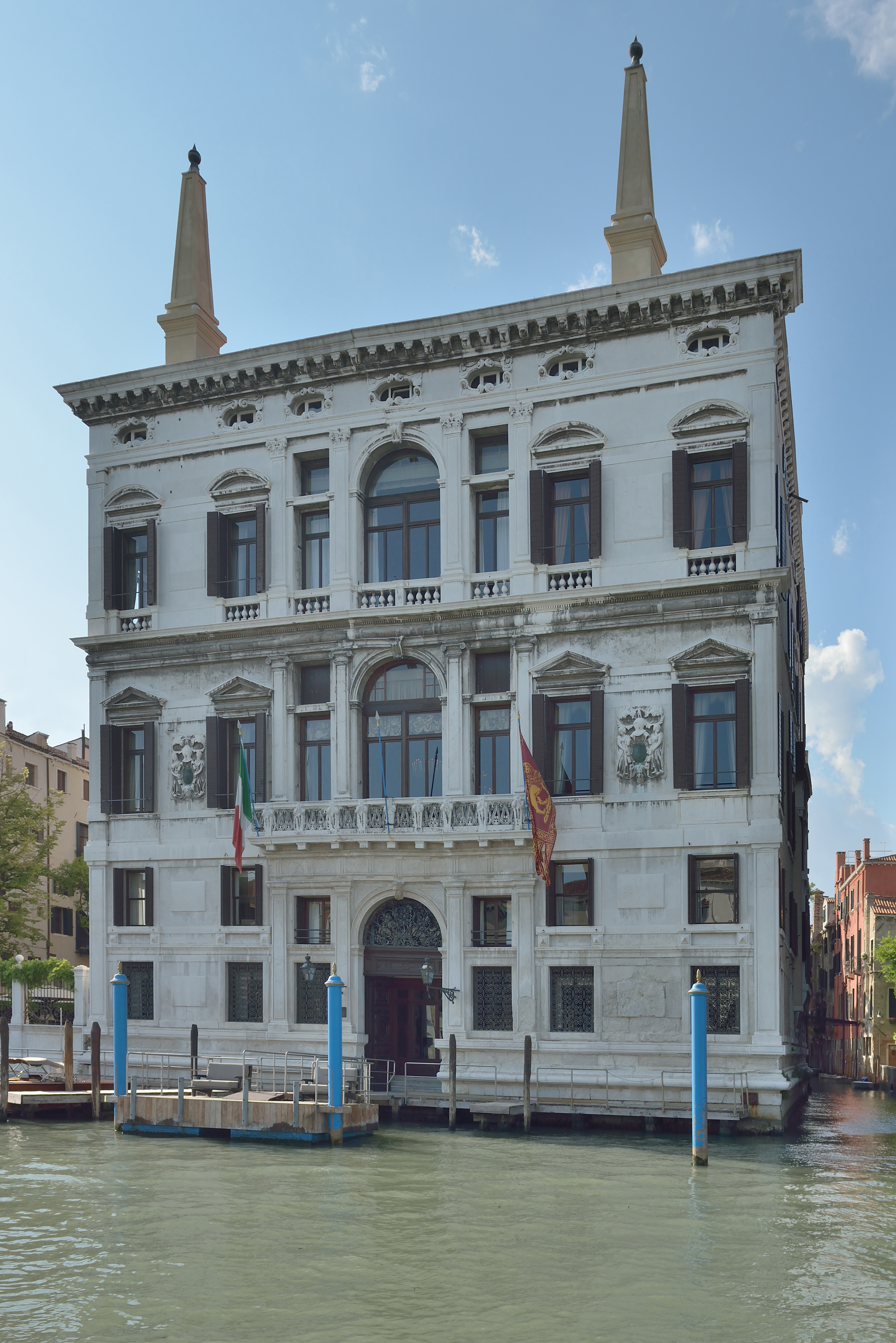
Die Schaufassade

Der Palazzo Papadopoli (auch Palazzo Coccina Tiepolo Papadopoli) ist ein Palast im venezianischen Sestiere San Polo. Seine Schaufassade blickt auf den Canal Grande. Der Palast aus der 2. Hälfte des 16. Jahrhunderts befindet sich zwischen dem Palazzo Donà a Sant’Aponal und dem Palazzo Giustinian Businello.

## Geschichte
Der Palast entstand um 1580 im Auftrag der Familie Coccina. Baumeister war Giangiacomo de’ Grigi, Sohn von Guglielmo de’ Grigi, deren Familie, ähnlich wie die Coccina, aus Bergamo stammte (daher wurde er auch „Guglielmo Bergamasco“ genannt). 
1745 wurde der Rest der schon zuvor größtenteils veräußerten Gemäldesammlung zunächst nach Modena und im Anschluss nach Dresden verkauft. Die Werke befinden sich heute im Besitz der dortigen Gemäldegalerie Alte Meister. Im 18. Jahrhundert wurde das zweite Piano nobile von Giandomenico Tiepolo mitgestaltet. Er malte Il ciarlatano und Il minuetto.

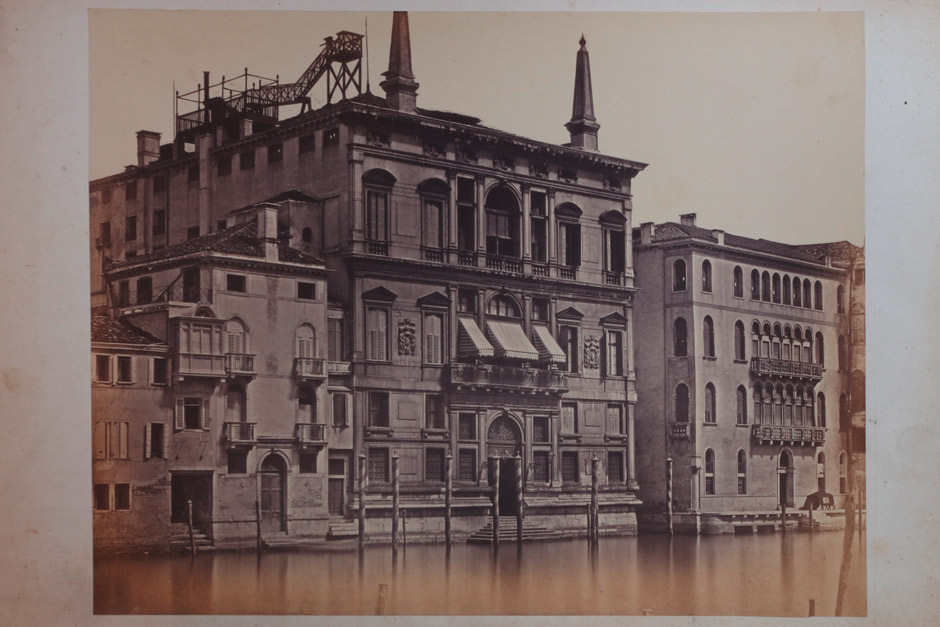
Aufnahme des Palastes aus den 1850er Jahren

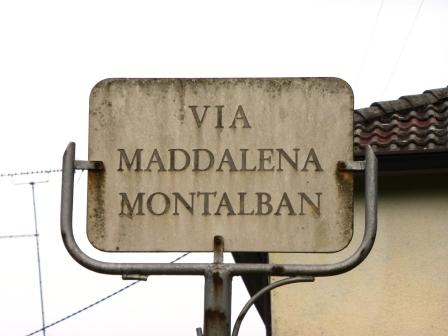
Ein Straßenschild in Conegliano erinnert an Maddalena Montalban Comello

1837 gelangte das Gebäude in den Besitz des außergewöhnlich vermögenden Getreidehändlers Valentino Comello († 1851), der 1849 ins Exil gehen musste; er zählte zu den bedeutendsten Finanziers des Aufstandes gegen Österreich unter Daniele Manin. Comellos Frau, Maddalena Montalban (1820–1869), die Valentino 1842 geheiratet hatte, wurde durch ihre anti-österreichische Haltung bekannt, die ihr Gefängnis vom 4. Januar 1863 bis zum 15. April 1865 eintrug. Danach wurde sie verbannt, konnte jedoch mit dem Übergang Venedigs an Italien 1866 zurückkehren.
Bereits 1864 hatten die Conti Nicolò und Angelo Papadopoli den Palast erworben, die jedoch 1864 gleichfalls in die Verbannung gingen, um 1866 zurückzukehren. Deren Familie stammte von Korfu und war 1791 in den venezianischen Adel aufgestiegen. Unter Leitung des Architekten Girolamo Levi erfolgte 1874 bis 1875 der Umbau im neoklassischen Stil, wobei eine neue Ehrentreppe entstand. Deren Freskierung übernahm Cesare Rotta (1847–1882) ebenso, wie diejenige im Ballsaal. Die Leitung dieser Ausschmückungen übernahm Michelangelo Guggenheim. 
1922 erwarb die Familie Arrivabene Valenti Gonzaga durch Heirat den Palast, den sie seither bewohnt. 1970 bis 2005 war (im Obergeschoss) das Istituto di Scienze Marine angesiedelt. 2007 wurde das Bauwerk teilweise an eine Schweizer Investorengruppe vermietet, die das Gebäude in ein Hotel umwandeln will.
Im Juli 2024 wurde im Zuge eines Korruptionsskandals in Venedig bekannt, dass bei dem letzten Verkauf der Wert vermindert wurde. Den Palazzo Papadopoli erwarb ein Investor im April 2018 zum Kaufpreis von 10,8 Millionen Euro. Zwei Jahre zuvor war der Wert des Gebäudes, das heute ein Fünfsternehotel mit 24 Suiten beherbergt, noch auf 14 Millionen geschätzt worden.

## Beschreibung
Die symmetrische Fassade ist, wie in Venedig üblich, in drei Stockwerke gegliedert und von zwei Gurtgesimsen unterteilt. Die größere dieser marcapiani trennt die beiden Piani nobili, während eine weniger bedeutende den Secondo Piano nobile vom Dachboden, dem Sottotetto trennt. Dekorative Elemente aus istrischem Marmor, inspiriert von Sebastiano Serlio, ein großes Portal, begleitet von zwei Doppelpaaren von Monoforen gliedern die Fassade weiter auf.
Die beiden Piani nobili weisen große Rundbogenfenster mit Brüstungen und Halbsäulen auf. Die Halbsäulen des Primo Piano sind in dorischem Stil gestaltet, die des Secondo Piano in korinthischem. Daneben befinden sich in allen Stockwerken vier Monoforen von Giebeldreiecken überhöht. 
Der Palast besitzt einen spätgotischen Brunnen (vera di pozzo) sowie eine historistische Innenausstattung, die größtenteils von Michelangelo Guggenheim stammt. Neben einem von Giambattista Tiepolo freskierten Alkoven besteht aus dem 18. Jahrhundert noch die Ausstattung des Vestibüls zwischen dem „chinesischen Saal“ und dem „Guggenheims portego“. 
Ein zurückliegender Querbau aus der Mitte des 19. Jahrhunderts schließt zusammen mit dem Hauptgebäude einen Garten ein.